# Mammillaria zephyranthoides
Mammillaria zephyranthoides (biznaga de flor occidental) es una especie endémica de biznaga perteneciente a la familia Cactaceae que se distribuye en la región centro y sur de México. La palabra zephyranthoides hace referencia a la similitud y el atractivo de las flores de esta especie y las plantas del género Zephyranthes.

## Descripción
Tiene tallos simples de 2 a 4 cm de alto, subglobosos con el ápice deprimido, sus tubérculos de 2 cm de largo son cónicos, de consistencia suave y color verde oscuro, las areolas de 2 mm de largo y de 1.5 mm de ancho son circulares a ovadas. Tiene de 10 a 18 espinas radiales, rectas y de color blanco, regularmente tiene una espina central de 1.5 cm de largo, en caso de existir una segunda siempre es recta de color pardo-rojizo a amarillo claro. La flor de aproximadamente 4 cm de largo es infundibuliforme de coloración verde con margen serrulado blanco. El fruto de 2 cm de largo y 0.8 cm de ancho es claviforme rojo. La semilla de 1.4 mm de largo tiene la testa negra y un microrrelieve ligeramente estriado. La floración ocurre entre los meses de marzo y mayo.
Esta especie es rara vez colectada para uso ornamental, sin embargo, es cultivada con fines comerciales.

## Distribución
Endémica de los estados de Guanajuato, Hidalgo, México, Oaxaca, Puebla, Querétaro y San Luis Potosí en México.

## Hábitat
Habita matorrales xerófilos y pastizales. En elevaciones de 1800 a 2400 m s. n. m.

## Estado de conservación

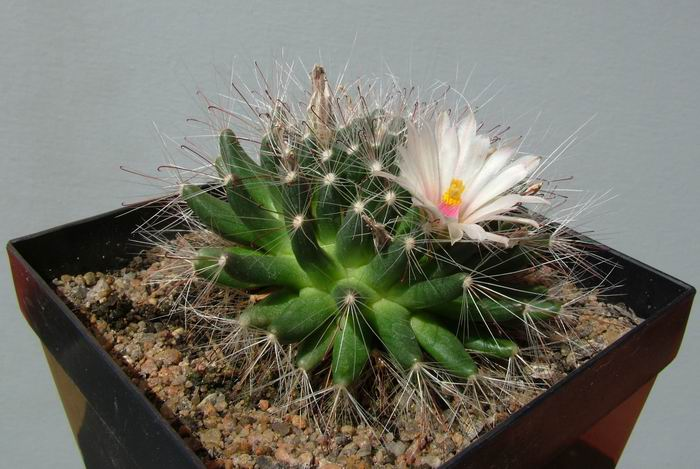
Mammillaria zephyranthoides,
planta con flores

Los individuos de esta especie suelen estar dispersos, unas subpoblaciones de Puebla tienen densidades poblacionales de 1.4 individuos por metro cuadrado, sin embargo, en años recientes se ha registrado una reducción de sus densidades como resultado de las presiones y amenazas a las que está sujeta la especie. Además, la producción de brotes florales es escasa y muchos de estos no logran llegar a ser frutos, además que la especie se encuentra amenazada debido al pastoreo que afecta principalmente a individuos en etapas juveniles, evitando que estos lleguen a su etapa reproductiva.
Esta especie de biznaga se encuentra listada en la Norma Oficial Mexicana 059-SEMARNAT-2010 como una especie amenazada. Habita en varias áreas protegidas como la Reserva de la Biósfera Tehuacán-Cuicatlán.